# The Bodyguard: Original Soundtrack Album
The Bodyguard: Original Soundtrack Album là album nhạc phim cho bộ phim cùng tên, phát hành ngày 17 tháng 11 năm 1992 bởi Arista Records và BMG Entertainment. Album bao gồm sáu bản nhạc được thể hiện bởi ca sĩ người Mỹ Whitney Houston, người thủ vai chính trong phim, bên cạnh một số tác phẩm của những nghệ sĩ khác, như Kenny G, Aaron Neville, Lisa Stansfield, The S.O.U.L. S.Y.S.T.E.M., Curtis Stigers, Joe Cocker và Alan Silvestri. Đóng vai trò điều hành sản xuất đĩa nhạc với Clive Davis, Houston hợp tác với nhiều nhạc sĩ và nhà sản xuất khác nhau, bao gồm David Foster, Narada Michael Walden, L.A. Reid, Babyface và David Cole. Ban đầu, nữ ca sĩ dự định thu âm "What Becomes of the Broken Hearted" của Jimmy Ruffin làm bài hát chủ đề cho bộ phim, nhưng kế hoạch thay đổi khi Paul Young sử dụng bài hát cho bộ phim năm 1991 Fried Green Tomatoes. Houston quyết định hát lại "I Will Always Love You" của Dolly Parton, sau khi được bạn diễn của cô Kevin Costner đề xuất. 
Sau khi phát hành, The Bodyguard nhận được những phản ứng tích cực từ các nhà phê bình âm nhạc, trong đó họ đánh giá cao khâu sản xuất và chất giọng của Houston. Album cũng gặt hái vô số giải thưởng lớn, chiến thắng ba giải thưởng Âm nhạc Mỹ, bốn giải thưởng Âm nhạc Billboard và giải Grammy cho Album của năm tại lễ trao giải thường niên lần thứ 36. The Bodyguard đạt nhiều thành công vang dội về mặt thương mại, đứng đầu các bảng xếp hạng tại hơn 18 quốc gia, bao gồm những thị trường lớn Úc, Canada, Pháp, Đức, Nhật Bản, New Zealand, Tây Ban Nha, Thụy Sĩ và Vương quốc Anh. Album trải qua 20 tuần không liên tiếp ở vị trí số một trên bảng xếp hạng Billboard 200 tại Hoa Kỳ, trở thành album quán quân thứ ba của Houston và nắm giữ kỷ lục là album của nghệ sĩ nữ có nhiều tuần đứng đầu nhất lúc bấy giờ. Ngoài ra, đây cũng là đĩa nhạc đầu tiên trong kỷ nguyên Nielsen SoundScan bán được hơn một triệu bản trong một tuần, và được chứng nhận đĩa Kim cương bởi Hiệp hội Công nghiệp Ghi âm Hoa Kỳ (RIAA).
Sáu đĩa đơn đã được phát hành từ The Bodyguard. Đĩa đơn mở đường "I Will Always Love You" thống trị các bảng xếp hạng tại 34 quốc gia và là đĩa đơn của nghệ sĩ nữ bán chạy nhất mọi thời đại. Bài hát cũng chiến thắng giải Thu âm của năm và Trình diễn giọng pop nữ xuất sắc nhất tại giải Grammy lần thứ 36. Hai đĩa đơn tiếp theo, "I'm Every Woman" và "I Have Nothing" đều lọt vào top 5 trên bảng xếp hạng Billboard Hot 100, giúp Houston trở thành nghệ sĩ nữ đầu tiên có ba bài hát lọt vào top 20 tại cùng thời điểm. Ngoài ra, "I Have Nothing" và "Run to You" còn được đề cử giải Oscar cho Bài hát gốc xuất sắc nhất vào năm 1992. Để quảng bá album, nữ ca sĩ thực hiện chuyến lưu diễn The Bodyguard World Tour với 120 đêm diễn và đi qua khắp Bắc Mỹ, Châu Á, Châu Âu, Nam Mỹ và Châu Phi. Tính đến nay, The Bodyguard đã bán được hơn 45 triệu bản trên cầu, trở thành album nhạc phim bán chạy nhất lịch sử, album bán chạy nhất của nghệ sĩ nữ và là một trong những album bán chạy nhất mọi thời đại.

## Danh sách bài hát
Tất cả bài hát được thể hiện bởi Whitney Houston, ngoại trừ một số ghi chú.
| The Bodyguard – Phiên bản tiêu chuẩn | The Bodyguard – Phiên bản tiêu chuẩn                                      | The Bodyguard – Phiên bản tiêu chuẩn                                                  | The Bodyguard – Phiên bản tiêu chuẩn              | The Bodyguard – Phiên bản tiêu chuẩn |
| STT                                  | Nhan đề                                                                   | Sáng tác                                                                              | Sản xuất                                          | Thời lượng                           |
| ------------------------------------ | ------------------------------------------------------------------------- | ------------------------------------------------------------------------------------- | ------------------------------------------------- | ------------------------------------ |
| 1.                                   | "I Will Always Love You"                                                  | Dolly Parton                                                                          | David Foster                                      | 4:31                                 |
| 2.                                   | "I Have Nothing"                                                          | David Foster Linda Thompson                                                           | Foster                                            | 4:49                                 |
| 3.                                   | "I'm Every Woman"                                                         | Nickolas Ashford Valerie Simpson                                                      | Narada Michael Walden Robert Clivillés David Cole | 4:45                                 |
| 4.                                   | "Run to You"                                                              | Allan Rich Jud Friedman                                                               | Foster                                            | 4:24                                 |
| 5.                                   | "Queen of the Night"                                                      | Whitney Houston Antonio "L.A." Reid Kenneth "Babyface" Edmonds Daryl Simmons          | L.A. Reid Babyface                                | 3:08                                 |
| 6.                                   | "Jesus Loves Me"                                                          | Anna Bartlett Warner William Batchelder Bradbury                                      | BeBe Winans Houston                               | 5:12                                 |
| 7.                                   | "Even If My Heart Would Break" (Kenny G và Aaron Neville)                 | Franne Golde Adrian Gurvitz                                                           | Foster Walter Afanasieff                          | 4:58                                 |
| 8.                                   | "Someday (I'm Coming Back)" (Lisa Stansfield)                             | Lisa Stansfield Andy Morris Ian Devaney                                               | Andy Morris Ian Devaney                           | 4:57                                 |
| 9.                                   | "It's Gonna Be a Lovely Day" (The S.O.U.L. S.Y.S.T.E.M.)                  | Bill Withers Skip Scarborough Robert Clivillés David Cole Tommy Never Michelle Visage | Clivillés Cole Ricky Crespo                       | 4:47                                 |
| 10.                                  | "(What's So Funny 'Bout) Peace, Love, and Understanding" (Curtis Stigers) | Nick Lowe                                                                             | Danny Kortchmar                                   | 4:04                                 |
| 11.                                  | "Waiting for You" (Kenny G)                                               | Kenny G                                                                               | Kenny G                                           | 4:58                                 |
| 12.                                  | "Trust in Me" (Joe Cocker hợp tác với Sass Jordan)                        | Charlie Midnight Marc Swersky Francesca Beghe                                         | Charlie Midnight                                  | 4:12                                 |
| 13.                                  | "Theme from The Bodyguard" (Alan Silvestri)                               | Alan Silvestri                                                                        | Alan Silvestri                                    | 2:40                                 |
| Tổng thời lượng:                     | Tổng thời lượng:                                                          | Tổng thời lượng:                                                                      | Tổng thời lượng:                                  | 57:44                                |

| The Bodyguard – Phiên bản đặc biệt Đức (bản nhạc bổ sung) | The Bodyguard – Phiên bản đặc biệt Đức (bản nhạc bổ sung) | The Bodyguard – Phiên bản đặc biệt Đức (bản nhạc bổ sung)            | The Bodyguard – Phiên bản đặc biệt Đức (bản nhạc bổ sung) | The Bodyguard – Phiên bản đặc biệt Đức (bản nhạc bổ sung) |
| STT                                                       | Nhan đề                                                   | Sáng tác                                                             | Sản xuất                                                  | Thời lượng                                                |
| --------------------------------------------------------- | --------------------------------------------------------- | -------------------------------------------------------------------- | --------------------------------------------------------- | --------------------------------------------------------- |
| 14.                                                       | "I'm Every Woman" (Clivillés & Cole House Mix)            | Nickolas Ashford Valerie Simpson                                     | Walden Clivillés Cole                                     | 10:37                                                     |
| 15.                                                       | "Queen of the Night" (CJ's Master Mix)                    | Antonio "L.A. Reid" Kenneth "Babyface" Edmonds Daryl Simmons Houston | Reid Babyface                                             | 6:35                                                      |
| Tổng thời lượng:                                          | Tổng thời lượng:                                          | Tổng thời lượng:                                                     | Tổng thời lượng:                                          | 74:56                                                     |

Ghi chú
- Trong phiên bản tại Hoa Kỳ, "Waiting for You" của Kenny G không được đưa vào, thay vào đó là "Theme from The Bodyguard" của Alan Silvestri (xuất hiện trước "Trust in Me" của Joe Cocker hợp tác với Sass Jordan).

## Xếp hạng
| Bảng xếp hạng (1992–1993)                | Vị trí cao nhất |
| ---------------------------------------- | --------------- |
| Album Úc (ARIA)                          | 1               |
| Album Áo (Ö3 Austria)                    | 1               |
| Album Bỉ (IFPI)                          | 1               |
| Canada Top Albums/CDs (RPM)              | 1               |
| Album Canada (The Record)                | 1               |
| Album Đan Mạch (IFPI Danmark)            | 1               |
| Album Hà Lan (Album Top 100)             | 1               |
| Album Châu Âu (Music & Media)            | 1               |
| Album Phần Lan (Musiikkituottajat)       | 1               |
| Album Pháp (SNEP)                        | 1               |
| Album Đức (Offizielle Top 100)           | 1               |
| Album Hy Lạp (IFPI Greece)               | 1               |
| Album Hungaria (MAHASZ)                  | 1               |
| Album Ireland (IFPI)                     | 2               |
| Album Ý (Musica e dischi)                | 1               |
| Album Nhật Bản (Oricon)                  | 1               |
| Album New Zealand (RMNZ)                 | 1               |
| Album Na Uy (VG-lista)                   | 1               |
| Album Bồ Đào Nha (AFP)                   | 1               |
| Album Tây Ban Nha (PROMUSICAE)           | 1               |
| Album Thụy Điển (Sverigetopplistan)      | 1               |
| Album Thụy Sĩ (Schweizer Hitparade)      | 1               |
| Album Anh quốc Tổng hợp (Music Week)     | 1               |
| Album Hoa Kỳ Billboard 200               | 1               |
| Album Hoa Kỳ Top R&B/Hip-Hop (Billboard) | 1               |

| Bảng xếp hạng (1990–1999) | Vị trí |
| ------------------------- | ------ |
| Album Anh quốc (OCC)      | 13     |
| Hoa Kỳ Billboard 200      | 2      |

| Bảng xếp hạng             | Vị trí |
| ------------------------- | ------ |
| Album Pháp (SNEP)         | 54     |
| Hoa Kỳ Billboard 200      | 23     |
| Hoa Kỳ Billboard 200 (Nữ) | 13     |

| Bảng xếp hạng (1992)                      | Vị trí |
| ----------------------------------------- | ------ |
| Album Canada (RPM)                        | 52     |
| Album Pháp (SNEP)                         | 1      |
| Bảng xếp hạng (1993)                      | Vị trí |
| Album Úc (ARIA)                           | 1      |
| Album Áo (Ö3 Austria)                     | 1      |
| Album Canada (RPM)                        | 3      |
| Album Hà Lan (Album Top 100)              | 1      |
| Album Châu Âu (Music & Media)             | 1      |
| Album Đức (Offizielle Top 100)            | 1      |
| Album Ý (Hit Parade)                      | 8      |
| Album Nhật Bản (Oricon)                   | 3      |
| Album New Zealand (RMNZ)                  | 4      |
| Album Na Uy Giáng sinh (VG-lista)         | 9      |
| Album Na Uy Mùa Xuân (VG-lista)           | 15     |
| Album Na Uy Mùa Đông (VG-lista)           | 1      |
| Album Bồ Đào Nha (AFP)                    | 1      |
| Album Thụy Sĩ (Schweizer Hitparade)       | 4      |
| Album Anh quốc Tổng hợp (Music Week)[A]   | 1      |
| Hoa Kỳ Billboard 200                      | 1      |
| Hoa Kỳ Top R&B Albums (Billboard)         | 1      |
| Hoa Kỳ Top Soundtrack Albums (Billboard)  | 1      |
| Bảng xếp hạng (1994)                      | Vị trí |
| Album Úc (ARIA)                           | 63     |
| Album Hà Lan (MegaCharts)                 | 42     |
| Album Châu Âu (European Top 100 Albums)   | 99     |
| Album Pháp (SNEP)                         | 23     |
| Album Nhật Bản (Oricon)                   | 79     |
| Album Anh quốc Tổng hợp (Music Week)      | 30     |
| Hoa Kỳ Billboard 200                      | 27     |
| Hoa Kỳ Top R&B/Hip-Hop Albums (Billboard) | 30     |
| Hoa Kỳ Top Soundtrack (Billboard)         | 2      |
| Bảng xếp hạng (1995)                      | Vị trí |
| Belgian Albums (Wallonia)                 | 77     |
| Dutch Albums (Album Top 100)              | 99     |
| Hoa Kỳ Billboard 200                      | 159    |
| Bảng xếp hạng (2012)                      | Vị trí |
| Hoa Kỳ Billboard 200                      | 145    |
| Hoa Kỳ Top Pop Catalog Albums (Billboard) | 15     |
| Hoa Kỳ Top Soundtrack (Billboard)         | 7      |

## Chứng nhận
| Quốc gia | Chứng nhận   | Số đơn vị/doanh số chứng nhận |
| --- | ------------ | ----------------------------- |
| Argentina (CAPIF) | 4× Bạch kim  | 240.000^                      |
| Úc (ARIA) | 5× Bạch kim  | 350.000^                      |
| Áo (IFPI Áo) | 4× Bạch kim  | 200.000*                      |
| Bỉ (BEA) | 4× Bạch kim  | 200.000*                      |
| Brasil (Pro-Música Brasil) | 3× Bạch kim  | 750.000*                      |
| Canada (Music Canada) | Kim cương    | 1.000.000^                    |
| Chile | —            | 100,000                       |
| Đan Mạch (IFPI Đan Mạch) | 2× Bạch kim  | 160.000^                      |
| Phần Lan (Musiikkituottajat) | Bạch kim     | 56,486                        |
| Pháp (SNEP) | Kim cương    | 1,300,000                     |
| Đức (BVMI) | 3× Bạch kim  | 1,700,000                     |
| Indonesia | —            | 320,000                       |
| Ý (FIMI) Daonh số từ 1992 đến 1999 | —            | 1,000,000                     |
| Ý (FIMI) Daonh số từ 2009 | Vàng         | 25.000‡                       |
| Nhật Bản (RIAJ) | 2× Million   | 2,800,000                     |
| Mexico | —            | 500,000                       |
| Hà Lan (NVPI) | Bạch kim     | 600,000                       |
| New Zealand (RMNZ) | Bạch kim     | 15.000^                       |
| Na Uy (IFPI) | 4× Bạch kim  | 200.000*                      |
| Ba Lan (ZPAV) | Vàng         | 50.000*                       |
| Nam Phi (RISA) | —            | 110,000                       |
| Hàn Quốc (KMCA) | —            | 1,200,000                     |
| Tây Ban Nha (PROMUSICAE) | 6× Bạch kim  | 600.000^                      |
| Thụy Điển (GLF) | Bạch kim     | 343,000                       |
| Thụy Sĩ (IFPI) | 5× Bạch kim  | 250.000^                      |
| Taiwan | —            | 305,000                       |
| Anh Quốc (BPI) | 7× Bạch kim  | 2,255,000                     |
| Hoa Kỳ (RIAA) | 18× Bạch kim | 18.000.000‡                   |
| Tổng hợp |              |                               |
| Europe (Music & Media) | —            | 7,000,000                     |
| Toàn cầu | —            | 45,000,000                    |
| * Chứng nhận dựa theo doanh số tiêu thụ. ^ Chứng nhận dựa theo doanh số nhập hàng. ‡ Chứng nhận dựa theo doanh số tiêu thụ và phát trực tuyến. |              |                               |